# Elwood Edwards
Elwood Edwards (New Bern, 6 de noviembre de 1949-New Bern, 5 de noviembre de 2024) fue un actor de voz estadounidense, conocido mayormente por haber sido la voz del proveedor de servicios de internet America Online (AOL), la cual grabó por primera vez en 1989.

## Carrera
Edwards comenzó en la radio mientras estaba en la escuela secundaria. Después de la secundaria, continuó en la televisión, trabajando como locutor de cabina en vivo. A pesar de algunos trabajos en el aire, haciendo un comercial de automóviles, reportando noticias o deportes y un breve período como meteorólogo, Edwards se centró principalmente en el trabajo fuera de cámara.
En 1989, la esposa de Edwards escuchó al director ejecutivo del servicio en línea Q-Link, Steve Case, describir cómo quería agregar una voz a su interfaz de usuario. En octubre, la voz de Edwards se estrenó en el nuevo programa de AOL. Sus saludos incluyen Welcome («Bienvenido»), You've got mail («Tienes correo»), You've got pictures («Tienes fotos»), You've got voicemail («Tienes correo de voz»), File's done («Archivo terminado») y Goodbye («Adiós»), todos grabados en su propia sala de estar en un magnetófono de casete. La voz solo se escucha en la versión estadounidense del software. En la versión del Reino Unido, se escucha una voz femenina (proveída por la actriz británica Joanna Lumley) reemplazando Welcome con Welcome to AOL («Bienvenido a AOL») y You've got mail con You have e-mail («Tienes correo electrónico»). Además, se reemplaza File's done con Your files have been transferred («Tus archivos han sido transferidos»).
Su voz también apareció en un episodio de 2000 de Los Simpson, «Little Big Mom» (donde proporcionó la voz de un médico virtual, diciendo «Tienes lepra»), y en la publicidad de la película You've Got Mail.
Ya retirado, solía vender archivos .wav personalizados a través de su sitio web.
En el episodio del 4 de marzo de 2015 de The Tonight Show Starring Jimmy Fallon, Edwards apareció en la pantalla para leer frases que pretendían ser humorísticas. A partir de noviembre de 2016, se vio a Edwards en Instagram y YouTube trabajando como conductor de Uber. El 16 de septiembre de 2019, Edwards y su historia de AOL aparecieron en el podcast Twenty Thousand Hertz en un episodio titulado «You've Got Mail».
En octubre de 2022, Edwards apareció en un anuncio de televisión de la plataforma de comercio electrónico Shopify, en el que anunciaba You've got sales («Tienes ventas») a los vendedores de la plataforma.